# Francisco das Chagas Andrade
Francisco das Chagas Andrade, primeiro e único barão de Bambuí (Minas Gerais, 1805 — Rio de Janeiro, 25 de novembro de 1877), foi um nobre brasileiro.
Casou-se com Maria Constança das Chagas.
Doou um dos sinos que compõem o campanário da Igreja Matriz de Nossa Senhora da Glória, em Passa Tempo, Minas Gerais. 
Uma breve história de vida de Francisco
Quando Barão Francisco das Chagas Andrade Filho nasceu em 13 de abril de 1807, em Passa Tempo, Minas Gerais, Brasil, seu pai, Capitão Francisco das Chagas Andrade, tinha 24 anos e sua mãe, Maria Josefa de Faria Lobato, tinha 24 anos. Ele teve pelo menos 4 filhos e 8 filhas com Maria Constança Farinha. Ele faleceu em 25 de novembro de 1877, em Rio de Janeiro, Brasil, com 70 anos.

## Títulos nobiliárquicos e honrarias
Barão de Bambuí
Título conferido por decreto imperial em 26 de dezembro de 1866. Faz referência à localidade mineira de Bambuí, e em tupi significa rio de águas sujas.